# December 4.
December 4. az év 338. (szökőévben 339.) napja a Gergely-naptár szerint. Az évből még 27 nap van hátra.
Névnapok: Borbála, Barbara + Ada, Adelina, Adelinda, Adina, Adna, Alinda, Armida, Armilla, Babiána, Babita, Barbarella, Baucisz, Biri, Bonnie, Bora, Bóra, Bori, Boris, Boriska, Borka, Boróka, Ciklámen, Emerita, Hágár, Mór, Móric, Péter, Pető, Reginald, Varínia

## Események
- 963 – VIII. Leó pápa megválasztása.
- 1110 – A keresztesek elfoglalják Szidónt.
- 1154 – IV. Adorján pápa trónra lép.
- 1563 – Befejeződik a tridenti zsinat.
- 1619 – az USA Virginia államában első alkalommal lesz ünnep a Hálaadás napja (Thanksgiving Day).
- 1691 – I. Lipót német-római császár, magyar király kiadja a Diploma Leopoldinumot.
- 1914 – Az első világháború orosz frontján megkezdődik a limanovai csata.
- 1927 – Moszkvában bemutatják Dmitrij Dmitrijevics Sosztakovics 2. Szimfóniáját.
- 1944 – A szovjet Vörös Hadsereg elfoglalja Miskolcot.
- 1947 – A  Szovjetunió a Nemzetközi (amatőr) Atlétikai Szövetség tagja lesz.
- 1956 – Az asszonyok tüntetése a budapesti Hősök terén.
- 1957 – Jugoszlávia az új ötéves terv elfogadásával feladja a nehéz- és hadiipar-centrikus gazdaságfejlesztési politikát.
- 1963 – Aldo Moro lesz Olaszország miniszterelnöke.
- 1965 – Útnak indul a Gemini–7 amerikai űrhajó.
- 1973 – Először közelíti meg és küld fényképeket űrszonda (Pioneer–10) a Jupiterről.
- 1975 – Suriname az ENSZ tagállama lesz.
- 1976 – A Közép-afrikai Császárság kikiáltása.
- 1977 – Jean-Bédel Bokassa tábornok császárrá koronázása Közép-Afrikában
- 1978 – A Pioneer Venus Orbiter pályára áll a Vénusz körül.
- 1988 – A lencsehegyi bányarobbanás
- 1989 – Az NDK-beli Erfurtban tüntetők megszállják az állambiztonsági hivatal kerületi székházát.
- 1991 – Befejezi működését a Pan American World Airways
- 1996 – Elindítják a Mars Pathfinder NASA-űrszondát.
- 1997 – A miskolci Deszkatemplom vandál gyújtogatás következtében leég.
- 1998 – Az Endeavour űrrepülőgép Föld körüli pályára állítja a Nemzetközi Űrállomás kikötőmodulját, a Unityt.
- 2007 – Sólyom László köztársasági elnök Nagy Boldizsárt jelöli a jövő nemzedékek ombudsmanjának, valamint javasolja Péterfalvi Attila adatvédelmi biztos újraválasztását.
- 2007 – Vlagyimir Putyin orosz elnök fogadja Szajed Dzsalilit, Irán nukleáris ügyekben illetékes főtárgyalóját.

## Sportesemények
Kézilabda
- 1990 – Női kézilabda világbajnokság, Dél-Korea –  Győztes: Szovjetunió

## Születések
- 0034 – Persius római költő († 62)
- 1798 – Csapó Vilmos honvéd ezredes († 1879)
- 1800 – Emil Aarestrup dán költő († 1856)
- 1818 – Herrich Károly magyar vízépítő mérnök, a Tisza-szabályozás felügyelője († 1888)
- 1820 – Charles Force Deems amerikai egyházi személy († 1893)
- 1821 – Ernst Wilhelm Leberecht Tempel német csillagász, litográfus († 1889)
- 1857 – Ida Aalberg finn színésznő († 1915)
- 1875 – Rainer Maria Rilke német költő († 1926)
- 1886 – Ludwig Bieberbach német matematikus († 1982)
- 1892 – Francisco Franco y Bahamonde spanyol katonatiszt, a Falangista Mozgalom vezetője, államfő, diktátor († 1975)
- 1895 – Gombos Sándor magyar olimpiai bajnok kardvívó, orvos († 1968)
- 1910 – Alex North amerikai zeneszerző („Spartacus”) († 1991)
- 1911 – Willi Krakau német autóversenyző († 1995)
- 1915 – Diószegi Sándor magyar zeneszerző, karnagy, református orgonista-kántortanító († 1993)
- 1918 – Joó László magyar színész, rendező, színházigazgató, dramaturg, lektor († 2012)
- 1918 – Körösztös István magyar színész († 2000)
- 1922 – Gérard Philipe francia színész († 1959)
- 1925 – Tassi Géza építőmérnök, egyetemi tanár († 2021)
- 1930 – Ronnie Corbett skót származású színész, humorista († 2016)
- 1931 – Herhoff György géplakatos, az 1956-os forradalom békásmegyeri hősi halottja. († 1956)
- 1932 – Makai Péter Erkel Ferenc-díjas színházi rendező, díszlet- és jelmeztervező, érdemes művész († 1991)
- 1932 – Gerencsér Miklós József Attila-díjas magyar író († 2010)
- 1933 – Horst Buchholz német színész († 2003)
- 1936 – Beluszky Pál Széchenyi-díjas magyar geográfus, regionalista, egyetemi tanár († 2022)
- 1941 – Dárday Nikolett magyar üvegművész
- 1944 – François Migault francia autóversenyző († 2012)
- 1946 – Balázsovits Lajos Balázs Béla-díjas magyar színész, érdemes művész, a nemzet színésze († 2023)
- 1947 – Mark Frechette amerikai színész (Antonioni: „Zabriskie Point” c. filmjének főszereplője) († 1975)
- 1949 – Jeff Bridges Oscar-díjas amerikai színész
- 1950 – Rakovszky Zsuzsa Kossuth-díjas magyar író, költő, műfordító
- 1953 – Solti János Máté Péter-díjas magyar dobos (Locomotiv GT)[1]
- 1954 – Tony Todd (er. Anthony T. Todd) amerikai színész, producer († 2024)
- 1956 – Varga Miklós Máté Péter-díjas magyar énekes
- 1957 – Raul Boesel (Raul de Mesquita Boesel) brazil autóversenyző
- 1963 – Szergej Bubka szovjet atléta, rúdugró, kétszeres világbajnok, valamint Európa- és olimpiai bajnok
- 1964 – Marisa Tomei Oscar-díjas amerikai színésznő
- 1969 – Jay-Z amerikai rapper
- 1970 – Kevin Sussman amerikai színész
- 1973 – Tyra Banks amerikai szupermodell
- 1975 – Igor Hinić horvát vízilabdázó
- 1979 – Gareth Jones walesi rugby játékos († 2008)
- 1981 – Kovács Olivér vízilabdázó
- 1983 – Roman Zaretski izraeli jégtáncos
- 1990 – Ács Eszter Jászai Mari-díjas magyar színésznő
- 1996 – Diogo Jota portugál labdarúgó–válogatott  (†2025)

## Halálozások
- 1131 – Omar Hajjám perzsa költő, csillagász, matematikus, filozófus (* 1048)
- 1334 – XXII. János pápa (* 1249)
- 1576 – Georg Joachim Rheticus osztrák matematikus (* 1514)
- 1642 – Armand Jean du Plessis de Richelieu francia bíboros, államférfi, XIII. Lajos francia király főminisztere, az Académie Française alapítója (* 1585)
- 1679 – Thomas Hobbes angol filozófus, a Leviatán szerzője (* 1588)
- 1680 – Thomas Bartholin (Bartolinus)  dán orvos, anatómus, matematikus, aki elsőként írta le az emberi nyirokrendszert és a hűtéssel történő érzéstelenítést (* 1616)
- 1699 – Csáky István császári és királyi valódi belső titkos tanácsos, kamarás, országbíró (* 1635)
- 1732 – John Gay angol drámaíró (* 1685)
- 1737 – Bornagius Pál hit- és törvénytudományi író (* 1674)
- 1792 – Péczeli József, Péczely József történetíró apja, evangélikus lelkész, irodalomszervező egyéniség, műfordító és költő (* 1750)
- 1798 – Luigi Galvani olasz orvos, fizikus (* 1737)
- 1865 – Adolph Kolping német katolikus pap, a Kolping mozgalom megszervezője (* 1813)
- 1877 – Hertelendy Miklós magyar huszárezredes (* 1813)
- 1889 – Apáthy István magyar jogász, az MTA tagja (* 1829)
- 1912 – Számwald Gyula magyar emigráns honvéd tiszt, amerikai altábornagy (* 1825)
- 1919 – Entz Géza biológus, zoológus (* 1842)
- 1925 – Ferenczy József festőművész (* 1866)
- 1945 – Weisz Richárd súlyemelő, olimpiai bajnok birkózó (* 1879)
- 1955 – Galamb József feltaláló, gépészmérnök, a Ford Motor Company főmérnöke, a T-Model megalkotója. (* 1881)
- 1975 – Hannah Arendt német zsidó származású újságírónő, írónő, filozófus, politológus (* 1906)
- 1976 – Benjamin Britten angol zeneszerző  (* 1913)
- 1980 – Brandi Jenő olimpiai bajnok vízilabdázó (* 1913)
- 1982 – Téri Árpád magyar színművész, színházigazgató (* 1916)
- 1983 – Hunyady József Baumgarten-díjas magyar író, újságíró (* 1921)
- 1988 – Alberto Uria uruguay-i autóversenyző (* 1924)
- 1993 – Frank Zappa amerikai zenész (* 1940)
- 1997 – Kameniczky József gépészmérnök, fegyvertervező (* 1923)
- 2003 – Angyal János magyar humorista, újságíró (* 1941)
- 2005 – Hintsch György magyar filmrendező (* 1925)
- 2006 – Len Sutton (Lenard Dale Sutton) amerikai autóversenyző (* 1925)
- 2007 – Spilák Ferenc magyar közgazdász, szakpolitikus (* 1935)
- 2009 – Vjacseszlav Tyihonov szovjet színész (A tavasz tizenhét pillanata, Stirlitz) (* 1928)
- 2016 – Dévényi Ádám magyar dalszerző-előadó (* 1957)
- 2017 – Csontos János József Attila-díjas magyar író, költő, Kós Károly-díjas filmrendező (* 1962)
- 2020 – Igor Graus szlovák történész, levéltáros (* 1960)

## Nemzeti ünnepek, emléknapok, világnapok
→Sablonvita:Ünnepek/12-04:
- Tonga: I. Tupou György tongai király napja
- Szent Borbála (Barbara) vértanú emléknapja a katolikus egyházban[2]
- Damaszkuszi Szent János pap, egyháztanító emléknapja a katolikus egyházban[2]
- nemzetközi bányásznap[3]
- a haditengerészet napja Indiában[4]